# Théâtre Américain
Le Théâtre Américain est le nom utilisé depuis 1958 pour les studios de l’Organisme de la radiodiffusion flamande et situé sur le plateau du Heysel à Bruxelles. Le complexe est composé des vestiges du pavillon américain de l’Exposition universelle de 1958. Il est situé dans le Parc de Laeken et le Parc d'Osseghem à l’angle de l'Avenue de Madrid et de l'Avenue Du Gros Tilleul.

## Histoire

### Exposition universelle
Pendant l’Exposition universelle, le pavillon américain est construit par l’architecte Edward Durell Stone. 
De nombreux surnoms ont été inventés pour les constructions, de la bonbonnière ou tarte à la crème au hula hoop. Il s’agissait de trois bâtiments cylindriques. Le bâtiment principal se composait du grand bâtiment actuel sous la forme d’un piédestal avec une travée construite en verre et en plastique, d’un diamètre de 105 mètres et d’une hauteur de 26 mètres, au sommet duquel il a été démoli à la fin de 1958. Le toit des roues de vélo formait un auvent de 107 mètres. Les 41 entrées rendaient le bâtiment particulièrement accessible. Dans le grand espace se trouvait un étang intérieur central avec des fontaines mobiles d’un mètre de haut, tournant autour de leur propre axe. Un certain nombre d’arbres avaient été laissés sous la canopée.
Le bâtiment principal du pavillon abritait un studio de télévision expérimental où les premiers programmes ont été enregistrés et diffusés pour la télévision en couleur. Il y a eu des démonstrations sur l’énergie nucléaire et l’automatisation (y compris les premiers ordinateurs, les machines de vote électronique et les bras robotiques), des défilés de mode, de l’art indien, des boutiques de produits américains, des stands de nourriture et des restaurants avec des hot-dogs, des hamburgers, des glaces molles, des barbecues et des filets américains, des stands de boissons avec de la bière en canette, du Pepsi et du Coca-Cola.
L’attraction vedette du pavillon était Circarama, un cinéma situé dans un bâtiment circulaire séparé mis en place par Walt Disney dans lequel 11 projecteurs étaient projetés à 360° sur des écrans disposés en cercle. La technologie, conçue à l’origine pour Disneyland où le système a été présenté dès l’ouverture du parc en 1955, a été vue pour la première fois en dehors des États-Unis à Bruxelles. Un tour de l’Ouest a été projeté à Anaheim, et le nouveau film America the Beautiful a fait ses débuts à Bruxelles, qui a également été projeté à Disneyland à partir de 1960.
Le théâtre de 1 150 places était équipé des derniers gadgets intégrés. La salle pourrait être utilisée pour des représentations de théâtre et de ballet, des premières de films et des spectacles. La coordinatrice américaine Jean Dalrymple a réussi à présenter de nombreux grands noms américains avec un budget qui a été sévèrement limité par le gouvernement américain à la dernière minute. Harry Belafonte, l’invité d’honneur du pavillon, mais aussi Benny Goodman et son orchestre, Count Basie et Duke Ellington, Blanche Thebom, Leontyne Price, Yehudi Menuhin, Leon Fleisher et Ralph Kirkpatrick étaient quelques-unes des stars programmées pour les représentations. Des spectacles de ballet avec Jerome Robbins et l’American Ballet Theater, une comédie musicale de Leonard Bernstein, des opéras de Gian Carlo Menotti et Carlisle Floyd et des représentations de l’Orchestre de Philadelphie avec Eugene Ormandy, entre autres, un récital tous les lundis, des films documentaires, des fanfares militaires, une série de Great American Films, des combos jazz a fait du théâtre du pavillon des États-Unis un énorme plaisir pour la foule tous les soirs. 
Après les six mois de l’Exposition universelle, la travée a été démolie, tout comme le bâtiment Circarama. Le gouvernement américain a vendu le pavillon à l’État belge pour un dollar symbolique.

### VRT
Après l’Exposition universelle, le gouvernement a mis le bâtiment à la disposition du NIR-INR. Gaston Ariën est également sollicité pour diriger le théâtre pendant une courte période. En juin 1959, une apparition télévisée de Will Tura a été enregistrée. Les premiers enregistrements publics ont eu lieu en octobre 1959. Le bail proprement dit, avec la BRT, qui a été fondée en 1960, devait courir de 1961 à l’été 2012. Au départ, il n’y avait que le théâtre avec la tour de scène, mais depuis 1985, le plus grand bâtiment, la rotonde, est également loué.
Pour le jeune BRT et la jeune télévision flamande, le bâtiment était d’une valeur inestimable. Le nouveau centre de diffusion du boulevard Reyers n’avait pas encore été construit et, jusqu’à la disponibilité des studios en 1968, l’American Theatre était le seul grand studio public.
L’histoire du divertissement flamand s’est écrite dans le théâtre américain. Jan Theys, Walter Capiau, Luc Appermont et d’autres y ont présenté de nombreuses émissions de télévision d’envergure. 100.000 or nothing, le Wies Andersen Show, Voxpop, la finale belge du Concours Eurovision de la chanson, plus tard Canzonissima et Eurosong, Sterrenwacht, Pak de poen, le spectacle de 1 million, De Droomfabriek, plusieurs saisons de Blokken y ont été enregistrées, ainsi que les programmes les plus récents LUX, En met basta !, Gebuisd, De Premiejagers ou Goeie Vrijdag pour n’en citer que quelques-uns.
Des séries télévisées telles que Slisse & Cesar, De kolderbrigade et De Paradijsvogels y ont été filmées avec un « public en direct ». Les Rolling Stones y ont été interviewés en 1964 par l’oncle Bob et la tante Terry lors de Teen Sounds.
La VRT quitte le Théâtre Américain en 2012.

### Radio
Au sein de Radio 2, le radiodiffuseur régional du Brabant flamand est le plus jeune des appels. De sa création en janvier 1967 jusqu’à la fin du mois d’avril 1995, la radio était située dans le bâtiment de la radiodiffusion sur la place Flagey à Ixelles. Lorsque ce bâtiment a été fermé pour une restauration et une rénovation majeures, le bureau de rédaction et les studios d’enregistrement ont déménagé de la radio au théâtre américain. En 2000, il a été décidé que cet emplacement deviendrait plus permanent qu’on ne le pensait initialement et la rotonde a été remplacée par de nouvelles salles de rédaction et de nouveaux studios de radio, dotés de la technologie numérique. L’un des studios pouvait accueillir un public de 120 personnes.  Ces studios de radio, aujourd’hui obsolètes, ont été utilisés jusqu’en 2012, après quoi Omroep Vlaams-Brabant a déménagé de Radio 2 dans les immeubles de bureaux à l’arrière de l’hôtel de ville de Louvain, un bâtiment qui est disponible après le déménagement de l’administration municipale dans un nouveau bureau à la station de Louvain. Les archives papier de la chaîne, qui se trouvaient dans la rotonde du théâtre américain, ont également été transférées à Louvain. Le contenu des salles de stockage de la VRT avec de vieux décors et du matériel d’enregistrement, des pièces de musée du département des décors, n’a pas encore trouvé de nouvelle destination à la lumière du départ imminent du théâtre américain.

### Aujourd'hui
En 2009, une fresque mural dépeignant la série de de bandes dessinées Fanny et Cie est peinte par Merho sur une des façades du Théâtre Américain mais en 2018 l'œuvre se trouve en état de détérioration.      
En 2013, l'Ancienne Belgique utilise le site pour organiser deux concerts.      
En 2015, le Théâtre est au cœur d'un projet de centre d'accueil pour réfugiés comptant 10 000 places selon le projet du Fédéral. En 2019, le gouvernement Fédéral souhaite toujours créer ce projet mais sans concrétisation.      
À partir de 2012, le Théâtre Américain est au centre de problèmes entre la région Flamande et la Ville de Bruxelles, qui chacune souhaite récupérer le bâtiment pour y organiser un pôle évènementiel ainsi que la présence d'ASBL. En 2024, les deux partis trouvent une solution d'utilisation du bâtiment avec un bail d'une durée de 99 ans.      

## Géographie
Le complexe se compose de deux bâtiments circulaires : un bâtiment circulaire bas d’un diamètre de 105 mètres à l’intérieur duquel une cour spacieuse avec pelouse a été aménagée et un bâtiment de théâtre circulaire plus haut d’un diamètre d’environ 50 mètres avec une tour plus haute au sommet, la tour de scène.